# لوتس إليت
لوتس إليت (بالإنجليزية: Lotus Elite)‏ هي سيارة من تصنيع شركة لوتس (سيارات).